# Бациллы (род)
Бациллы (лат. Bacillus) — обширный (около 217 видов) род грамположительных палочковидных бактерий, образующих внутриклеточные споры. Большинство бацилл — почвенные редуценты. Некоторые бациллы вызывают болезни животных и человека, например сибирскую язву, токсикоинфекции (Bacillus cereus). Типовой вид — сенная палочка (Bacillus subtilis)typus.

## Систематика
До 1991 года в род Bacillus входило большое количество весьма несхожих видов, как на генотипическом уровне (процент ГЦ пар колебался от вида к виду в пределах от 32 % до 69 %), так и на уровне фенотипа. Сравнения нуклеотидных последовательностей 16S рРНК 51 вида выявило по крайней мере 5 филогенетических групп. В 1992 году из рода Bacillus выделили 3 ацидофильных и термофильных вида в отдельный род Alicyclobacillus. В 1994 году выделили род Paenibacillus (куда вошёл известный продуцент антибиотика полимиксина — Paenibacillus polymyxa), в 1996 году выделили три рода — Aneurinibacillus, Brevibacillus и Halobacillus, в 1998 году — Virgibacillus, в 2001 году — Filobacillus и Jeotgalibacillus. Систематика рода Bacillus таким образом претерпела большие изменения за прошедшее время в связи с разъяснением филогенетических отношений внутри порядка Bacillales.

## Биологические свойства

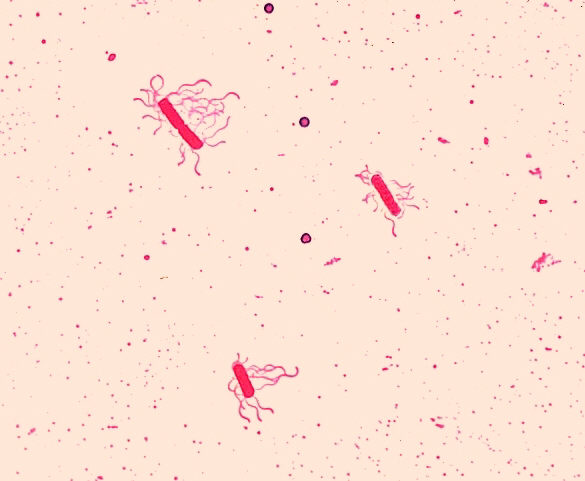
Клетки B. cereus, окраска жгутиков по Лейфсону

Бациллы являются аэробами или факультативными анаэробами, большинство представителей хемоорганогетеротрофы и растёт на простых питательных средах. Некоторые виды способны к нитратредукции. Крупные и среднего размера прямые или слабо изогнутые палочки, способные к образованию устойчивых к неблагоприятным воздействиям эндоспор (экстремальным температурам, высушиванию, ионизирующим излучениям, химическим агентам), большинство видов подвижно и обладают жгутиками расположенными перитрихиально, Bacillus anthracis образует капсулы. По методу Грама окрашиваются положительно. Недавние исследования выявили, что бактерии вида Bacillus subtilis способны к каннибализму во время споруляции путём продукции токсинов в окружающую среду и дальнейшему лизису клеток своего вида.

## Роль в биотехнологии
Bacillus subtilis является важнейшим продуцентом амилаз и протеиназ и используется в производстве, в том числе стиральных порошков. Bacillus thuringiensis, а также синтезируемые этим видом бактерий Cry-токсины используются в биозащите растений в качестве альтернативы синтетических инсектицидов. Также бациллы используются в генной инженерии в качестве хозяев для клонирования ДНК. Преимуществами бацилл как хозяев для клонирования ДНК является высокая изученность генома многих видов, способность секретировать интактные белки в окружающую среду, нетребовательность большинства видов к питательной среде, высокая технологичность, а также возможность длительного хранения промышленных штаммов в виде высушенных спор. Поэтому для бацилл разработан ряд векторов, о информации и синтезе необходимого продукта (например pTL12, pHIS1525, hGH).
Бактерия Bacillus mucilaginosus участвуют в разрушении силикатов и апатитов, за что были названы силикатными бактериями.
Некоторые непатогенные или низкопатогенные бациллы используются при ферментировании и сбраживании растительного сырья для получения пищевых продуктов, например, Bacillus natto для приготовления Натто — японской соевой каши.

## Клиническая значимость
Bacillus anthracis является возбудителем сибирской язвы и отнесена к II группе патогенности, Bacillus cereus является возбудителем пищевых токсикоинфекций у человека.

## Список видов
- Bacillus acidopullulyticus
- Bacillus acidovorans
- Bacillus alcaliphilum Sultanpuram и др. 2017
- Bacillus anthracis Cohn 1872 — Cибиреязвенная палочка
- Bacillus cereus Frankland & Frankland 1887
- Bacillus megaterium (de Bary) Gupta и др. 1884 — относится к роду Priestia с 2010 года[13].
- Bacillus mucilaginosus (Avakyan и др.) Hu и др. 1998 — относится к роду Paenibacillus с 2010 года[14].
- Bacillus natto Huang и др. 2007 — некоторые обозначают как подвид рода Bacillus subtilis[15].
- Bacillus subtilis (Ehrenberg) Cohn 1835 — Сенная палочка
- Bacillus thuringiensis Berliner 1915

Таксономия приведена в соответствии с LPSN.

### Научные ссылки
- Ссылки на PubMed для Bacillus
- Ссылки на PubMed Central для Bacillus
- Ссылки на Google Scholar для Bacillus

### Научные базы данных
- Искать таксономию в NCBI для Bacillus
- Искать в Tree of Life таксономию для Bacillus
- Искать в Species2000 страницы о Bacillus
- Страница в MicrobeWiki о Bacillus